# 圣索沃尔 (菲尼斯泰尔省)
圣索沃尔（法語：Saint-Sauveur，法語發音：[sɛ̃ sovœʁ] ⓘ）是法国菲尼斯泰尔省的一个市镇，位于该省北部，属于莫尔莱区。

## 地理
圣索沃尔（48°26'54"N, 4°0'12"W）面积13.24 平方千米，位于法国布列塔尼大區菲尼斯泰尔省，该省份为法国最西部的省份，位于布列塔尼半岛西部，北西南三面环大西洋，东临阿摩尔滨海省和莫尔比昂省。
与圣索沃尔接壤的市镇（或旧市镇、城区）包括：科马纳、吉米利欧、朗波勒吉米利欧、洛克梅拉尔、锡赞、圣泰戈内克-洛克埃吉内尔。

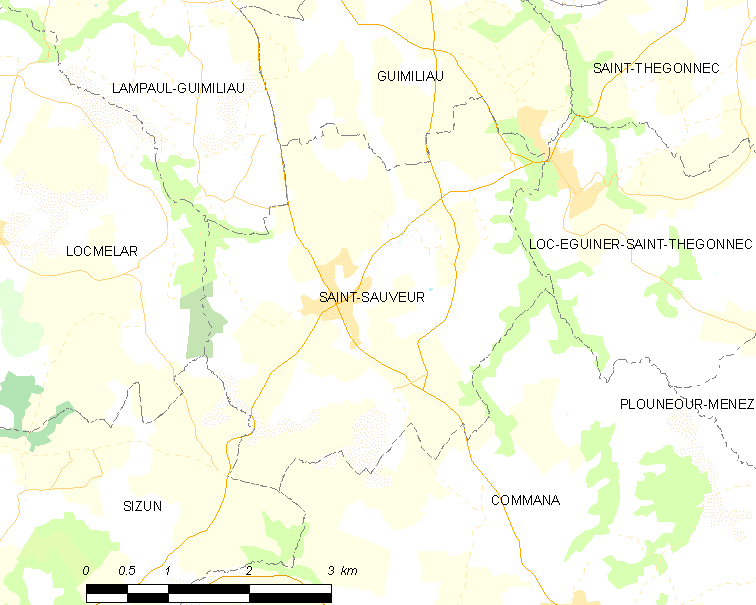
的OSM定位图

圣索沃尔的时区为UTC+01:00、UTC+02:00（夏令时）。

## 行政
圣索沃尔的邮政编码为29400，INSEE市镇编码为29262。

## 政治
圣索沃尔所属的省级选区为朗迪维肖县。

## 人口

1962-2008年间人口变化图示

圣索沃尔于2022年1月1日时的人口数量为827人。